# Piercing génital féminin
 (septembre 2008).
Si vous disposez d'ouvrages ou d'articles de référence ou si vous connaissez des sites web de qualité traitant du thème abordé ici, merci de compléter l'article en donnant les références utiles à sa vérifiabilité et en les liant à la section « Notes et références ».
Un piercing génital féminin est un bijou, généralement métallique, perçant la chair du sexe féminin. Le piercing génital, et plus généralement sexuel (langue, seins) est plus fréquent chez la femme que chez l’homme, les femmes accordant au piercing comme au tatouage une valeur érotique plus marquée.
Il existe différents  emplacements, et différents bijoux. Historiquement, il existe peu de preuves directes d'une réelle pratique du piercing génital avant la période contemporaine, en dehors de témoignages anecdotiques concernant l'utilisation de dispositifs de piercings, comme cadenas en lieu et place de ceintures de chasteté. Dans la pratique actuelle, ces piercings remplissent souvent un rôle surtout esthétique plutôt que purement sexuel, ce qui rapproche leur usage de celui des tatouages.
Un piercing génital féminin peut être entrepris en vue de favoriser une stimulation sexuelle, d'ordre psychologique ou mécanique, à celle qui le porte[réf. nécessaire]. Il existe toujours un risque de lésions nerveuses associées à l'intervention et à la présence de l'objet, et l'une des craintes souvent avancées par les professionnels[réf. nécessaire] est de provoquer, lorsque la stimulation est réelle et constante, des difficultés ou une incapacité à atteindre l'orgasme pendant les rapports sexuels.

## Histoire
Selon la psychologue Paola Desfourneaux, le piercing génital, masculin comme féminin, était pratiqué dans la Rome antique afin d'interdire aux esclaves d’avoir des rapports sexuels.

## Typologie des piercings génitaux féminins

### Piercing du capuchon du clitoris

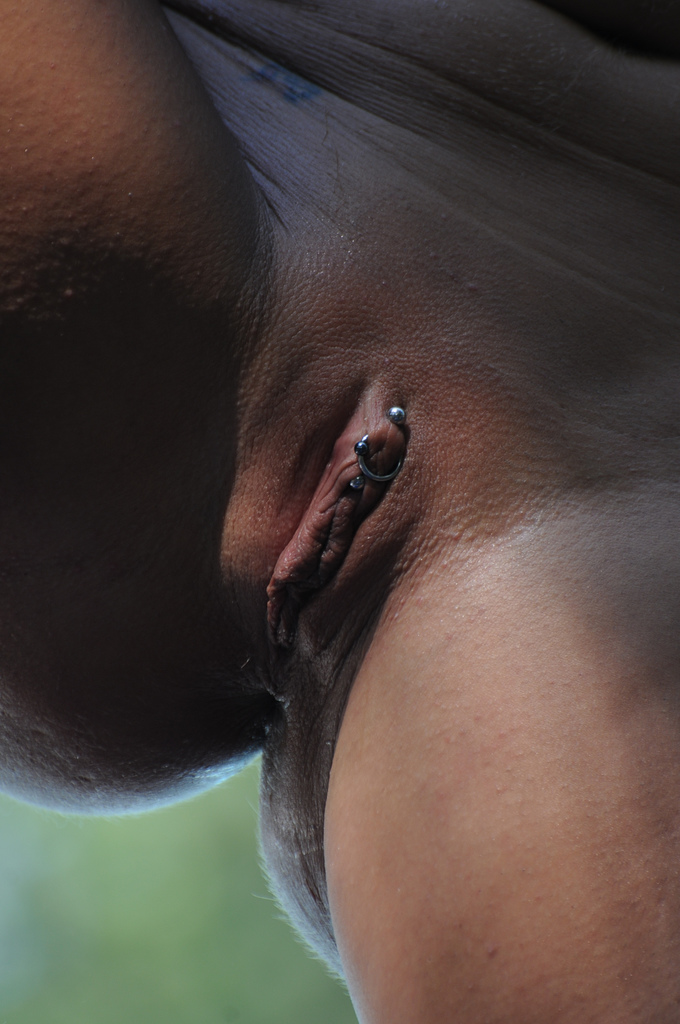
Double Piercing horizontal et vertical du capuchon du clitoris.
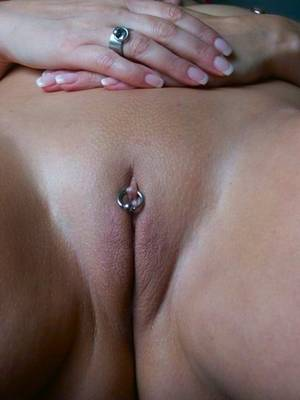
Piercing horizontal du capuchon du clitoris. Dans ce cas on utilise généralement un anneau ouvert avec une perle reposant sur le clitoris.
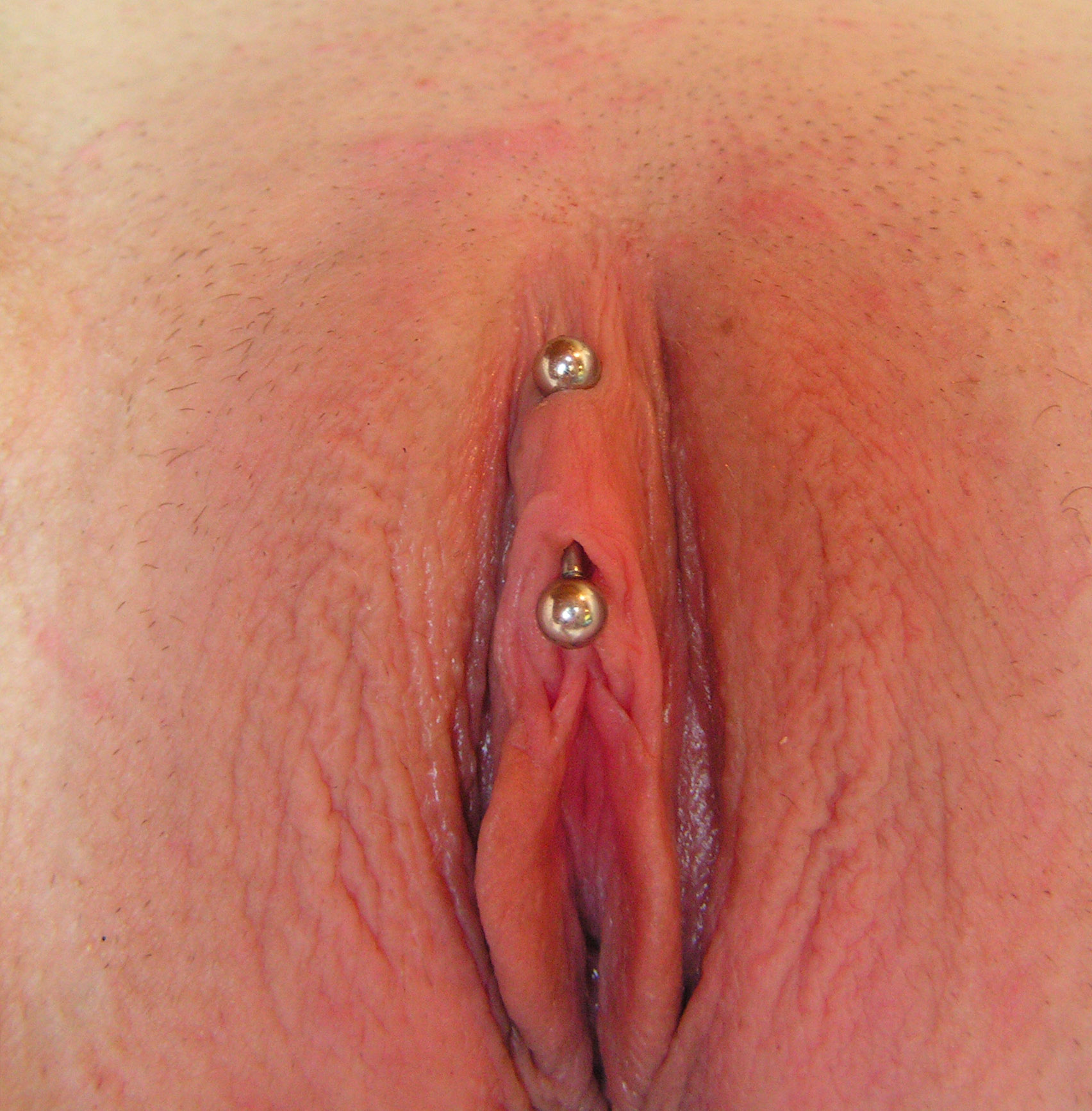
Piercing vertical du capuchon du clitoris.
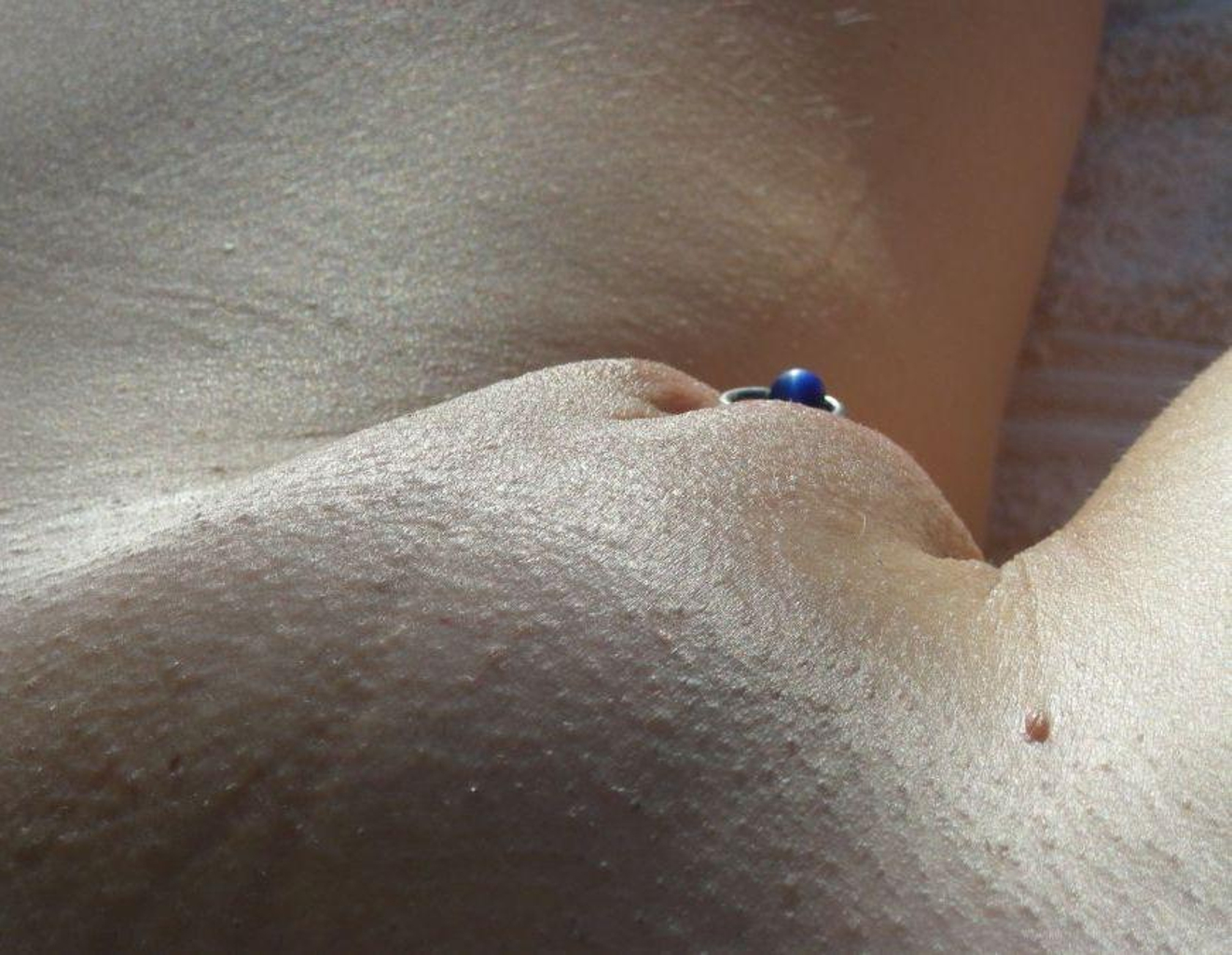
Piercing du capuchon du clitoris.

Le piercing du capuchon passe dans le repli cutané entourant le clitoris, au-dessus du clitoris. Il existe deux types principaux de piercing du capuchon, en fonction de son emplacement, de la configuration et de son orientation. Le piercing vertical du capuchon est généralement percé de façon que le bijou repose directement sur le clitoris, ce qui provoque souvent, une stimulation permanente de l’organe érectile et une amélioration des sensations et du plaisir au cours des rapports sexuels[réf. nécessaire]. Le piercing de type horizontal est essentiellement décoratif, bien qu'il puisse augmenter les sensations dans une moindre mesure que le piercing vertical.

### Piercing du clitoris

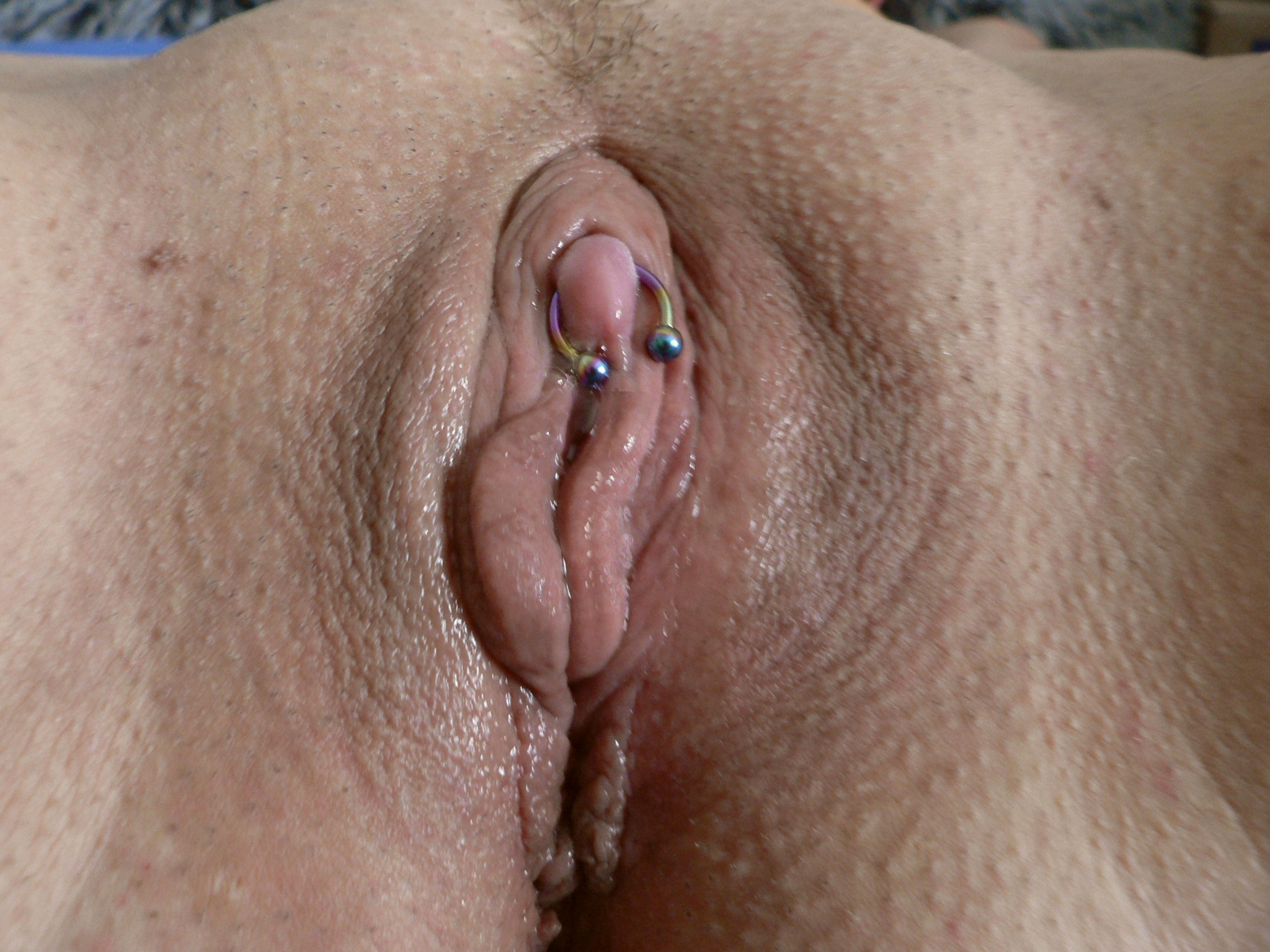
Piercing du clitoris.
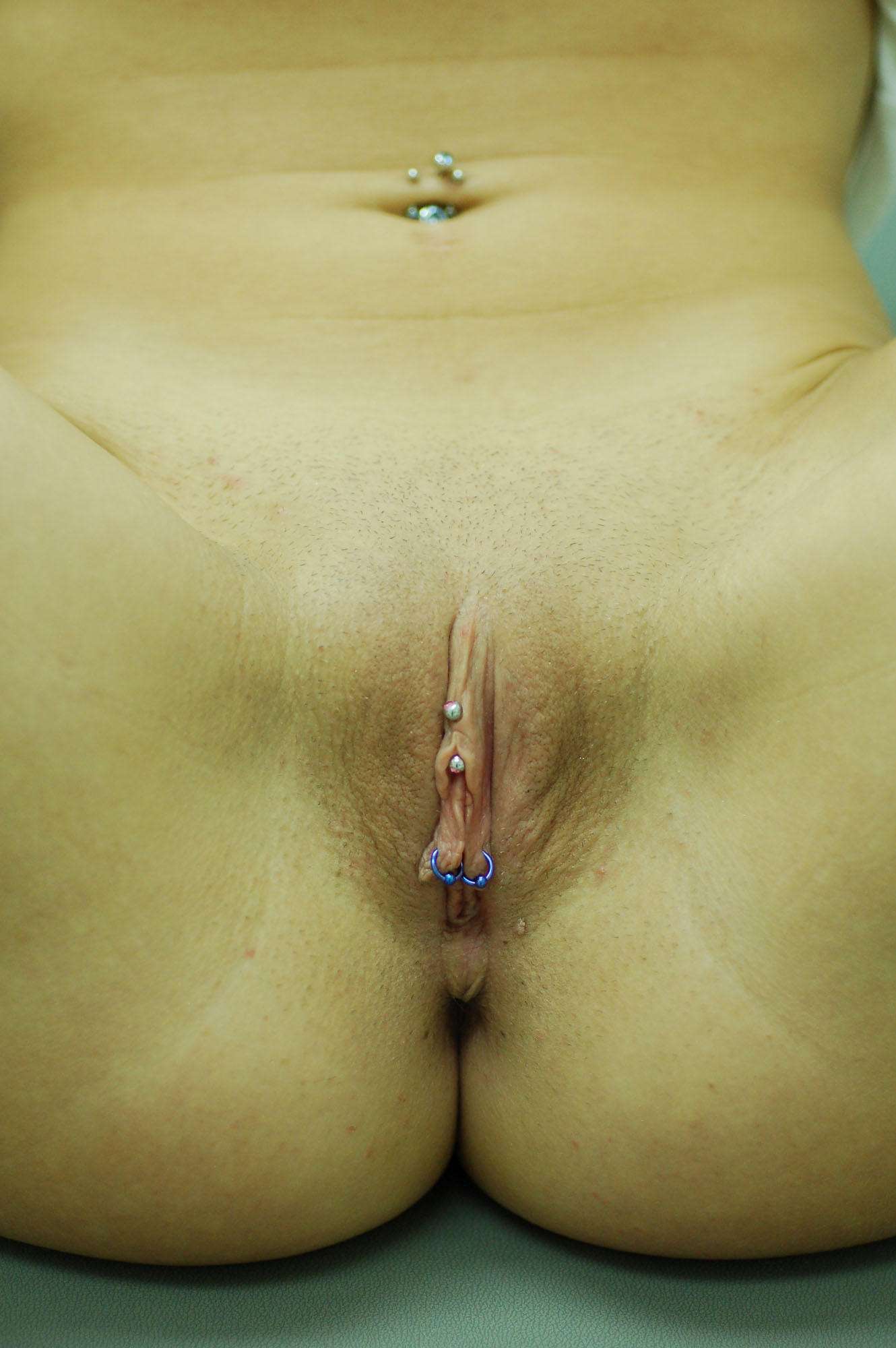
Deux piercing du clitoris avec un anneau captif à billes associé à un piercing Christina.
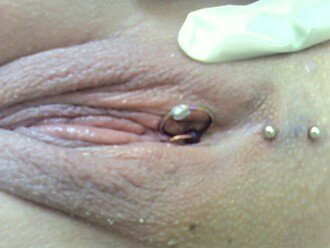
Piercing du clitoris associé à un piercing Christina.
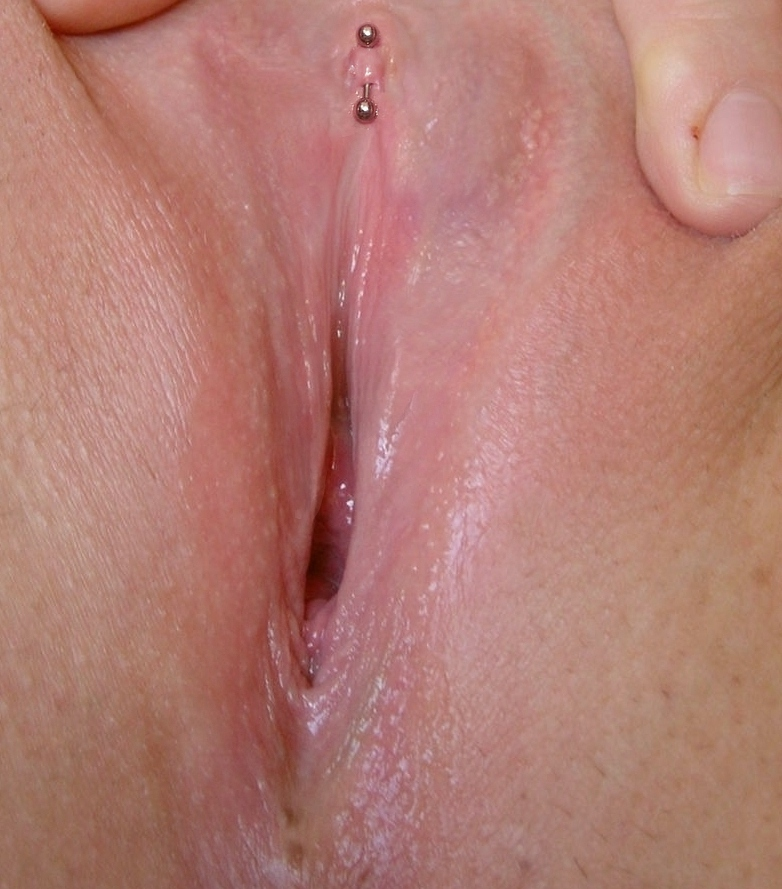
Piercing vertical du clitoris après une labiaplastie (ablation des petites lèvres et du capuchon du clitoris).

Le piercing du clitoris le traverse soit verticalement soit horizontalement, en fonction de l'anatomie de la femme, et il exige que la candidate au piercing ait un clitoris suffisamment gros pour que le piercing soit viable. De plus, il existe toujours un risque de lésions nerveuses associées à ce type de bijou. Une des raisons pour lesquelles ce type de piercing est très rarement pratiquée est la crainte souvent avancée par les professionnels de provoquer une désensibilisation du clitoris, des difficultés ou même une incapacité à atteindre l’orgasme pendant les rapports sexuels. Cette éventualité est tout à fait exceptionnelle et réversible après retrait du piercing.
Les bijoux de style anneau en or ou métal chirurgical captif à billes et barbell peuvent tous les deux être portés dans ce piercing, à la fois pendant la phase initiale et à long terme.
Il peut être vertical ou horizontal en fonction de l’anatomie. Ce piercing, comme les piercing génitaux masculins qui transpercent le gland, peut être extrêmement stimulant sexuellement[réf. nécessaire] ; quelques femmes ont ainsi rapporté avoir eu, après un piercing du clitoris, pour la première fois un orgasme lors d'un rapport sexuel vaginal. Ce piercing est d'origine contemporaine.

### Piercing Christina

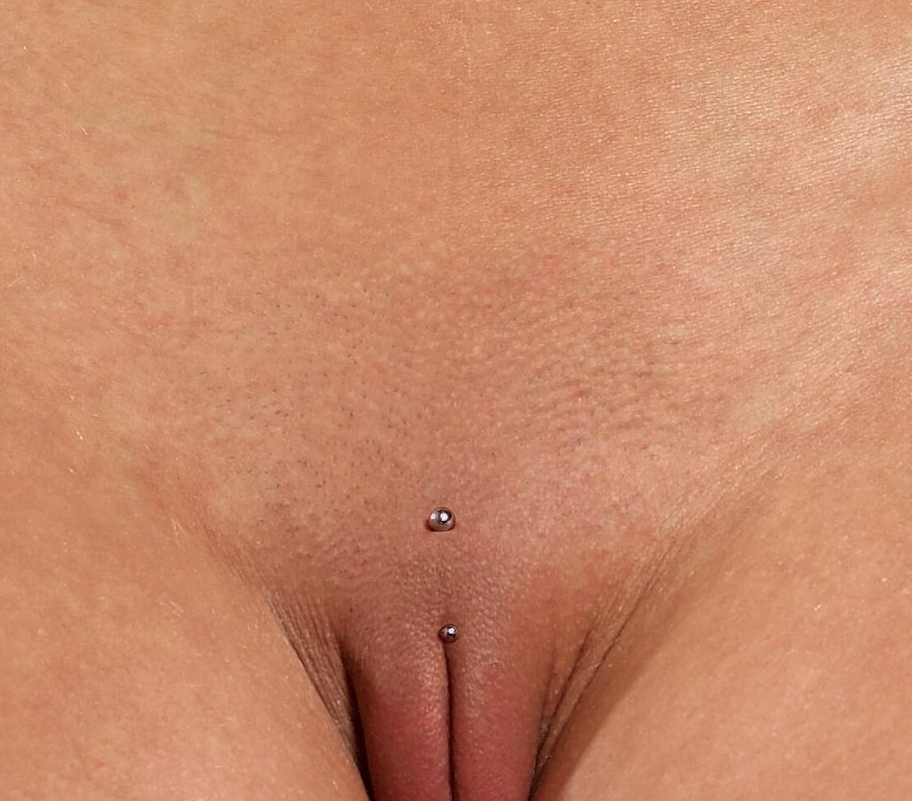
Piercing Christina.
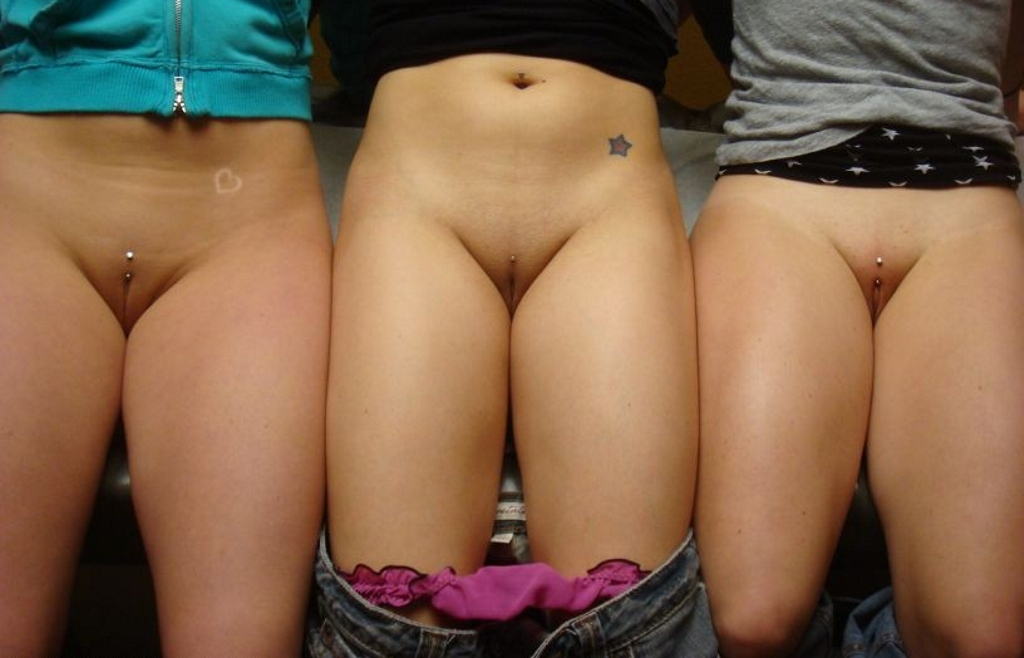
Concours de piercing Christina.
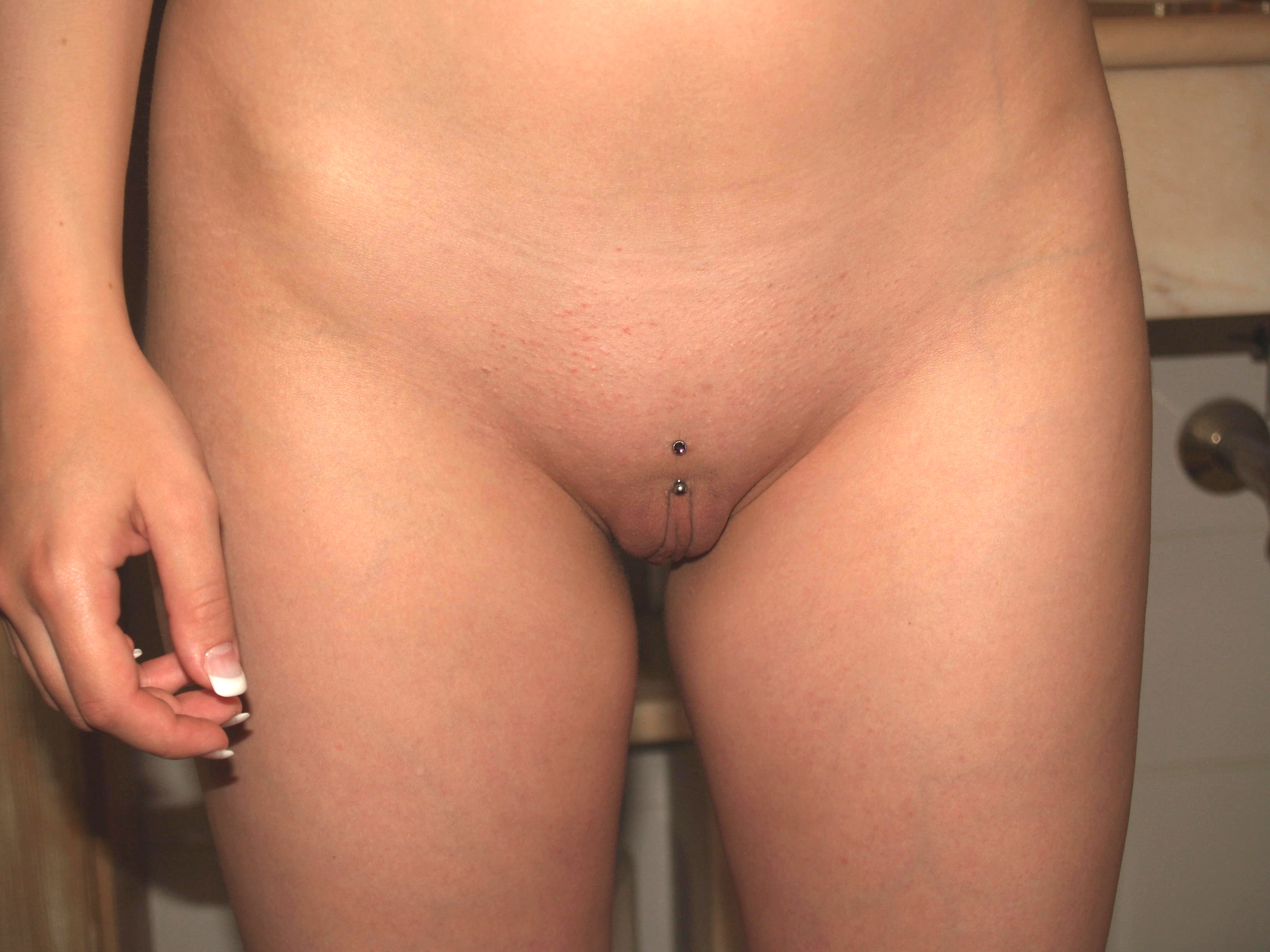
Piercing Christina.

Le piercing Christina est situé à l'endroit où les grandes lèvres se rencontrent, au-dessous du mont de Vénus. À moins que la bénéficiaire ait une anatomie particulièrement plantureuse, les Christinas sont généralement considérés comme des piercings de surface et présentent un fort taux de rejet. En raison de variations anatomiques, il n'est pas possible de le réaliser sur toutes les femmes.
Le piercing guérit généralement en trois à quatre mois. Comme il s'agit d'un piercing de surface, il peut entraîner des complications au cours de la phase de cicatrisation. Des difficultés ultérieures sont possibles en raison de la longueur relativement importante du canal de piercing, de mouvements constants et de frottements. En plus du risque d’infection, le piercing Christina est également enclin au rejet. Dès qu'il est complètement cicatrisé, les bijoux doivent être enlevés avant le rasage intime des régions de la vulve ou du mont de Vénus.
Pour le Christina on utilise généralement un barbell circulaire ou un barbell de surface, pour réduire le risque de rejet. Si l'anatomie de la bénéficiaire le permet, un anneau captif à billes peut être porté soit comme bijou initial, soit inséré après la guérison complète du piercing.
Ce piercing n'est pas réputé pour apporter une stimulation supplémentaire au cours des rapports sexuels et peut même être source d'inconfort quand une pression est exercée sur lui, par exemple lors du port de pantalons trop serrés. Le premier piercing Christina a été réalisé par Tom Brazda des Studios Stainless dans les années 1990. Selon une pratique courante chez les professionnels du piercing, il a reçu le nom de la première personne à en bénéficier, une femme du nom de Christina. Il est aussi parfois désigné par le terme moins couramment utilisé de Vénus, en référence à son emplacement. Il est recommandé d'utiliser des barres flexibles pour les bijoux.

### Piercing du triangle

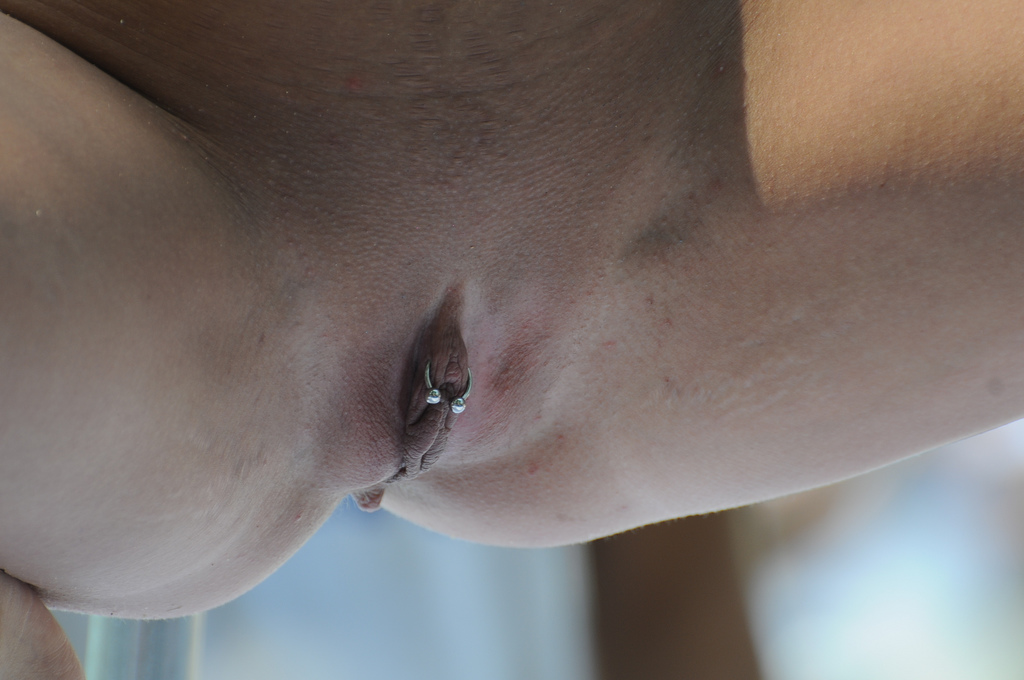
Piercing du triangle côté face.
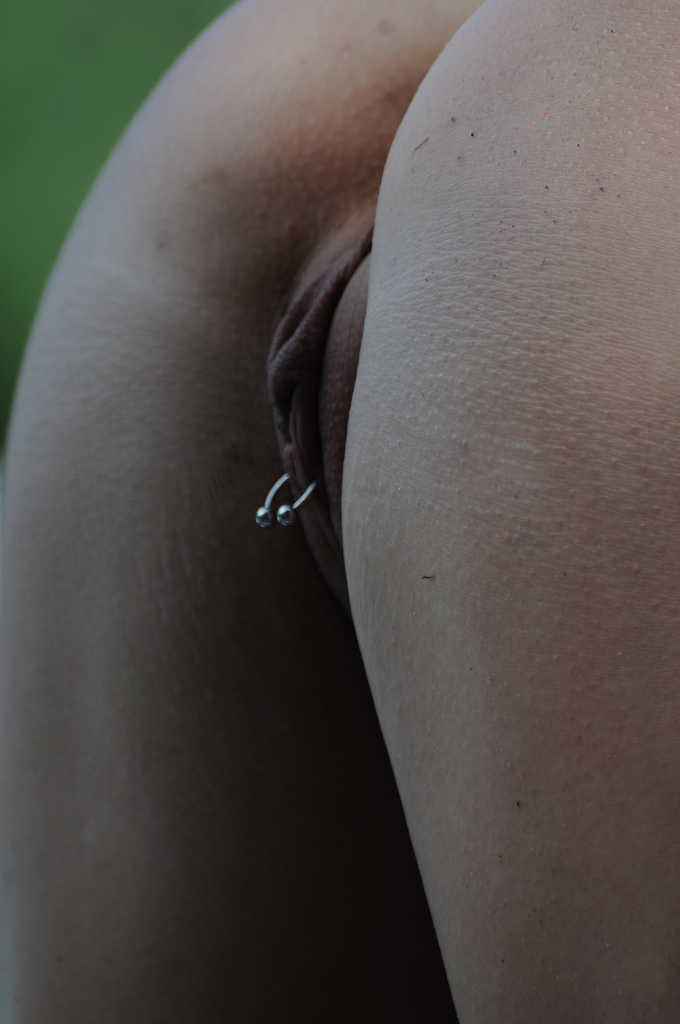
Piercing du triangle côté pile.
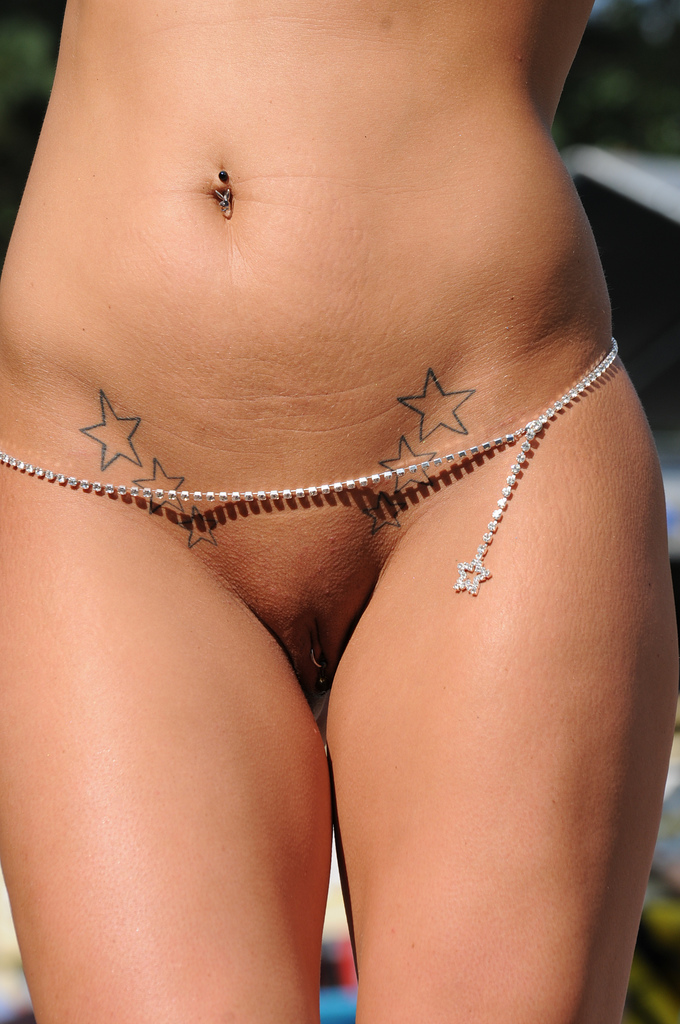
Piercing du triangle.

Le piercing du triangle transperce la vulve, en passant à travers la chair à la base du capuchon du clitoris, à l'endroit où les deux petites lèvres se réunissent sous le clitoris. Ce terme provient de la forme de la zone où les petites lèvres rejoignent le capuchon du clitoris qui ressemble à un triangle. Il est indispensable que l'arrière du capuchon du clitoris soit un peu saillant : la plupart des femmes ne possèdent pas les caractéristiques anatomiques nécessaires pour ce piercing.
Le premier est attribué à Lou Duff de Gauntlet, et il a été réalisé en 1991 par Elayne Angel.
En plus de son aspect esthétique, il augmente l'intensité de la stimulation sexuelle, en particulier au cours des rapports sexuels. C'est le seul piercing génital qui puisse stimuler le clitoris par l'arrière et il tend à devenir de plus en plus populaire en raison de l'excitation qu'il procure à la femme qui le porte.

### Piercing des lèvres

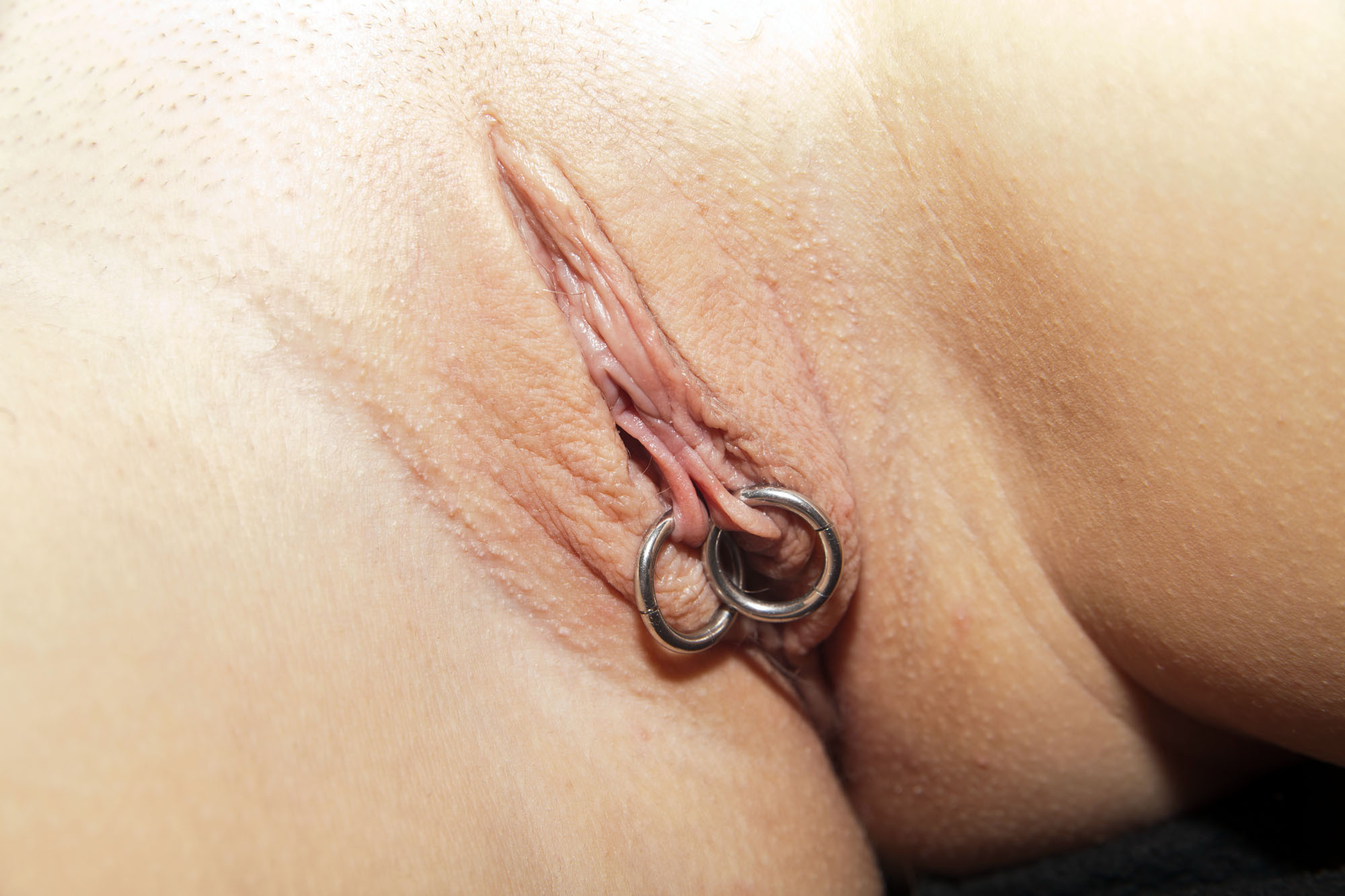
Piercing des petites lèvres.
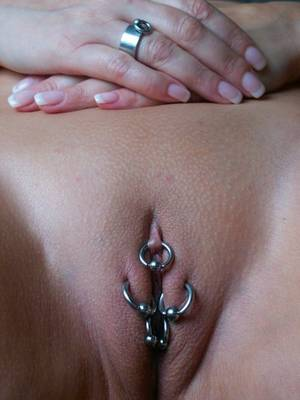
Piercing des grandes lèvres.

Le piercing des lèvres vaginales est l'un des piercings génitaux féminins les plus simples et les plus communs. Il est réalisé soit sur les petites lèvres, soit sur les grandes lèvres ; dans les deux cas, elles sont souvent percées de façon symétrique, pour des raisons esthétiques. Le piercing des grandes lèvres cicatrise plus lentement que celui des petites lèvres, avec des variations en fonction des différences anatomiques individuelles. Il a aussi tendance à être plus douloureux car les tissus à transpercer sont plus épais et résistants. Un allongement des petites lèvres peut être la conséquence du piercing lui-même, mais il serait plus souvent dû à des étirements manuels. L’élargissement des orifices percés dans la chair est souvent provoqué par l’utilisation de plus gros bijoux de type tunnel ou plug.
Presque tous les types de bijoux peuvent être utilisés pour le piercing des lèvres vaginales, bien que les anneaux soient les bijoux les plus couramment utilisés, aussi bien pendant la phase de cicatrisation qu'à long terme. Les grandes lèvres ainsi que les petites lèvres peuvent, les unes comme les autres, être étirées pour permettre l'insertion de bijoux volumineux. Le port de bijoux suffisamment lourds permet à ces piercings de produire un certain degré de stimulation sexuelle, permanente ou temporaire.
À l'origine, on utilise des bijoux pour les piercings des lèvres vaginales, essentiellement pour des motivations fétichistes, parfois teintées d'un peu de sadomasochisme. Les anneaux ou d'autres types de bijoux spécialement conçus à cette intention, peuvent être portés pour interdire tout accès au vagin et donc tout rapport sexuel, ce qui correspond à une forme d'infibulation non chirurgicale à court ou à long terme. Certains dispositifs permettent d'obtenir le même résultat que les ceintures de chasteté notamment les piercings comportant un système de fermeture formant cadenas.

### Piercing de la fourchette

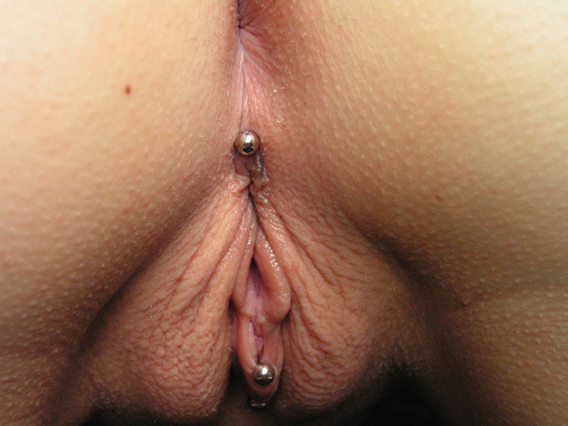
Piercing de la fourchette.

Le piercing de la fourchette est réalisé à l'arrière du vagin dans la région où se réunissent les petites lèvres ou nymphes (la fourchette vulvaire).

### Piercing Néfertiti

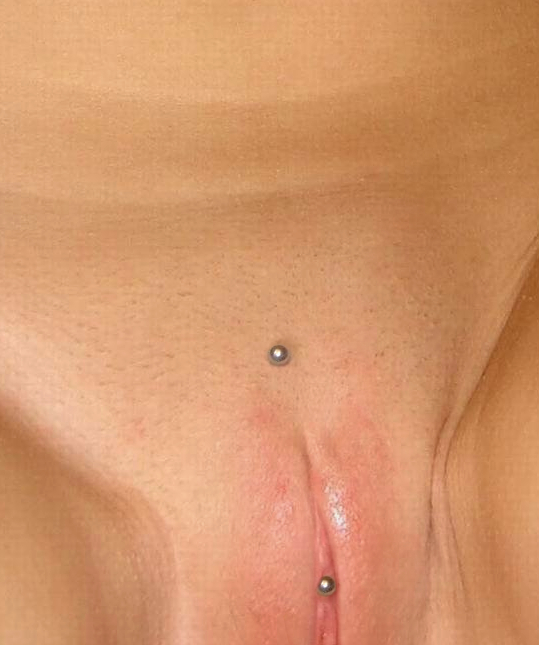
Piercing Néfertiti.
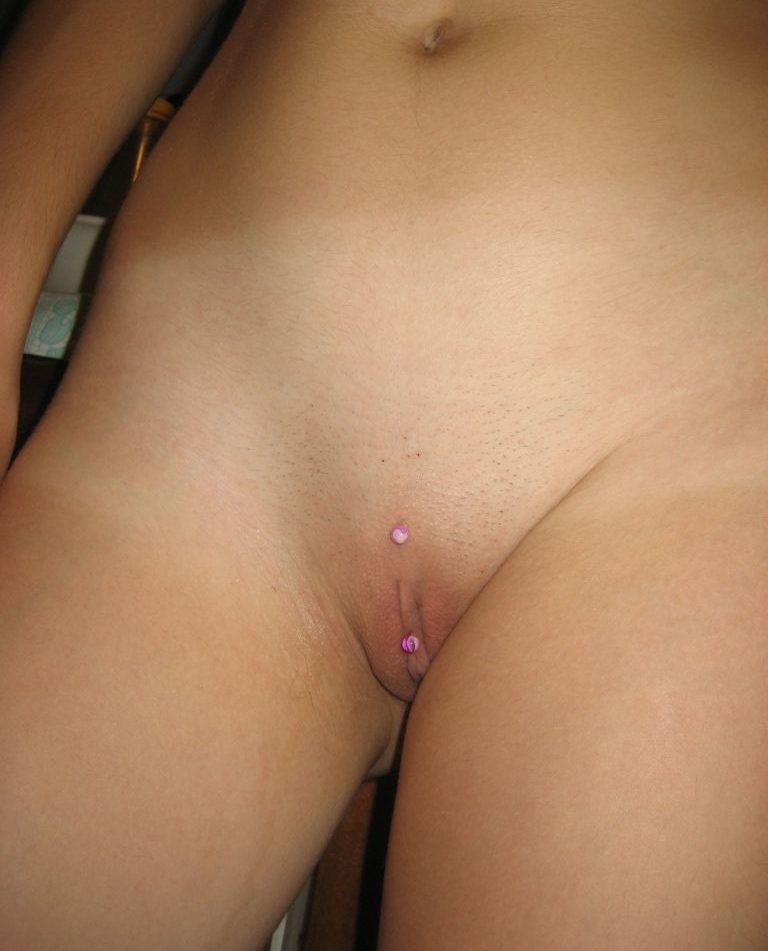
Piercing Néfertiti.

Le piercing Néfertiti est une combinaison d'un piercing vertical du capuchon du clitoris et d'un piercing Christina, avec des barres flexibles pour les bijoux en raison de pressions qui pourraient s'exercer sur le piercing, de par son passage à travers une si grande épaisseur de chair. Cette épaisseur des tissus traversés par les bijoux rend en outre la cicatrisation plus lente. Comme le Christina, ce piercing n’est pas réputé pour apporter une stimulation supplémentaire au cours des rapports sexuels et peut même être source d’inconfort quand une pression est exercée sur lui, par exemple lors du port de pantalons serrés.

## Bijoux
Il existe une grande variété de bijoux qui peuvent être utilisés pour les piercings génitaux féminins. Les barbells, J-bars et autres types de bijoux de style barre sont fréquents dans le piercing vertical, et les deux types, anneau captif avec perles et barbells sont courants dans le piercing horizontal. Il n'est pas rare qu’un barbell comporte des perles à titre décoratif, comme cela est courant dans le piercing au nombril. À l'origine, on utilise des bijoux, essentiellement pour des motivations de fétichisme sexuel, parfois teintées d'un peu de sadomasochisme.

## Aspects médicaux

### Cicatrisation
Le piercing guérit généralement en 3 à 18 mois, mais il peut entraîner des complications au cours de la phase de cicatrisation. Des difficultés ultérieures sont possibles en raison de la longueur relativement importante du canal de piercing, de mouvements constants et de frottements. Toutefois, au cours de la période de cicatrisation, le piercing constitue une plaie et peut augmenter le risque de maladies sexuellement transmissibles. En plus du risque d'infection, le piercing est également enclin au rejet. Dès qu'il est complètement cicatrisé, les bijoux doivent être enlevés avant le rasage des poils pubiens.

### Risques
Les risques infectieux sont bien connus. Il est recommandé de s'adresser à un professionnel compétent et exerçant dans des conditions d'hygiènes irréprochables.
Psychologiquement le piercing n’est pas toujours anodin, s’il peut avoir une vertu thérapeutique pour aider à surmonter un événement personnel traumatique, le souhait d’avoir toujours davantage de piercings représente avec une très grande probabilité une recherche d’identité avortée et peut être considéré comme symptôme d’un conflit psychique qui doit alerter l’entourage s’il survient chez une personnalité fragile.

## Motivations
- Si vous ne connaissez pas le sujet, laissez ce bandeau (vous pouvez alors contacter les auteurs).
- Si vous supprimez le contenu mis en cause (vous pouvez préalablement contacter les auteurs),

argumentez précisément cette suppression dans la page de discussion
(un manque de référence n'est pas un argument ; une recherche réelle de référence doit avoir été effectuée, être formellement documentée).
Les motivations au piercing génital peuvent être nombreuses : outre les aspects qui peuvent selon les individus être esthétiques et érotiques, l’une d’entre elles est de posséder un secret et de choisir les personnes avec qui le partager, de se savoir différente des autres mais de le cacher.
Le piercing peut être aussi voulu par la femme pour l'amélioration de son couple, la décision est alors prise en accord avec le compagnon et elle a essentiellement pour objectif l'amélioration des relations sexuelles et la recherche d’un plaisir plus intense (preuve d’amour pour le partenaire, promesse de jeux érotiques inédits).
La décision est le plus souvent unilatérale et dans ce cas la crainte de la réaction du partenaire peut être un frein au passage à l'acte. La femme peut décider de faire l'expérience du piercing uniquement pour elle-même, ce peut être une épreuve qu'elle veut subir, un moment important qu'elle souhaite souligner.
Un événement personnel traumatique peut être surmonté par une modification corporelle, par exemple après un abus sexuel,. La victime d’inceste reprend symboliquement le contrôle de son corps. En revivant une douleur violente à l’occasion d’un rituel initiatique contrôlé, la séance de piercing, où l’ancienne victime s’identifie psychologiquement à l’agresseur, la réintégration des organes détachés par le traumatisme devient possible. Contrairement au caractère indélébile du tatouage, la semi-permanence du piercing favorise la reconstruction d’une histoire personnelle. Lorsque certains épisodes de la vie ont été marqués par un piercing, celui-ci peut être enlevé lorsque l’épisode traumatique est surmonté et que le piercing n’est plus nécessaire. Le piercing peut aussi être considéré comme un acte thérapeutique personnel, la plaie qui résulte du perçage étant suivie d’un long processus de guérison, nécessitant des soins et obligeant la personne à s’occuper durant des semaines, voire des mois, de son propre corps et de prendre soin de sa personne.
Beaucoup plus rarement la décision est subie dans le cadre de certains rapports consentis de domination/soumission (BDSM).
Dans tous les cas, que la décision soit unilatérale, conjointe ou subie, le rôle identitaire constitue un « élément clé » du désir de marquage et le piercing agit comme catalyseur de la construction ou du renforcement identitaire.

### L’expérience de la douleur
- Si vous ne connaissez pas le sujet, laissez ce bandeau (vous pouvez alors contacter les auteurs).
- Si vous supprimez le contenu mis en cause (vous pouvez préalablement contacter les auteurs),

argumentez précisément cette suppression dans la page de discussion
(un manque de référence n'est pas un argument ; une recherche réelle de référence doit avoir été effectuée, être formellement documentée).
La douleur fait partie de l'expérience du piercing et en est parfois le but principal pour pouvoir atteindre un état de conscience élevé. Elle est toujours présente dans la prise de décision et peut influencer le choix du type de piercing : le piercing du capuchon du clitoris et celui des petites lèvres sont ceux qui ont la réputation d'être les moins douloureux, beaucoup moins que le piercing au téton).
Face à cette douleur anticipée deux attitudes peuvent se rencontrer : 
- la première et la plus courante est une attitude de résignation, de fatalisme qui considère la souffrance physique comme le prix à payer en contrepartie d’un piercing désiré intensément ;
- la seconde est plutôt une attitude de recherche de la douleur : « Je veux la douleur parce qu’elle fait partie intégrante du piercing ». Cette attitude ne concerne pas uniquement les couples sado-masochistes, mais aussi ceux qui considèrent le piercing comme un rite de passage ou un événement initiatique.

Dans les deux cas, douleur acceptée ou douleur recherchée, on retrouve dans tous les témoignages une grande fierté d’avoir franchi cette étape de la douleur et d’être parvenue à maîtriser une douleur voulue.

### Le piercing, satisfaction corporelle et estime de soi
- Si vous ne connaissez pas le sujet, laissez ce bandeau (vous pouvez alors contacter les auteurs).
- Si vous supprimez le contenu mis en cause (vous pouvez préalablement contacter les auteurs),

argumentez précisément cette suppression dans la page de discussion
(un manque de référence n'est pas un argument ; une recherche réelle de référence doit avoir été effectuée, être formellement documentée).
Une étude déjà ancienne avait montré que la satisfaction vis-à-vis de son propre corps (body cathexis) était significativement liée à la satisfaction vis-à-vis de soi et cela plus encore pour les femmes que pour les hommes. La relation entre satisfaction vis-à-vis de son propre corps et estime de soi a été largement confirmée depuis.
La plupart des femmes considèrent leur piercing comme un embellissement de leur corps et comme une transformation artistique. Cette satisfaction vis-à-vis de son propre corps est liée essentiellement à l'amélioration des sensations sexuelles et à l'embellissement du corps.
Dans des cas plus rares, des anneaux perçant les lèvres ou d'autres types de bijoux spécialement conçus à cette intention, peuvent être portés pour interdire provisoirement l'acte sexuel, et donc tout plaisir sexuel, ce qui correspond à une forme d'infibulation non chirurgicale à court ou à long terme. Des anneaux peuvent être utilisés s’ils sont reliés par des cadenas ou servent à fixer des artefacts de chasteté spécialement conçus. Paradoxalement c'est dans une société qui a fort heureusement interdit de coudre le sexe des filles pour garantir leur virginité jusqu'au mariage que la pratique du piercing de la vulve s'est largement répandu, au point de devenir presque aussi courant que le piercing des seins. L'origine de ce type particulier de piercing est antérieure[Quand ?] à l’engouement actuel pour le piercing.

### Relation abstraite à la féminité
Le corps aujourd'hui est libéré et la nudité banalisée ce qui réduit la charge symbolique de la transgression et de la différence sexuelle. Le corps nu n'étant plus un objet de surprise et de découverte, le corps paré de bijoux intimes le redevient,.

## Littérature
Un piercing génital joue un rôle important dans l'intrigue du célèbre roman érotique français Histoire d'O. Au cours d'une cérémonie initiatique, l'héroïne, O, subit l'épreuve du perçage des grandes lèvres pour permettre l'insertion, au plus intime de sa féminité, d'un énorme anneau en acier inoxydable. Un autre maillon est ensuite relié à ce premier chaînon, puis par son intermédiaire on suspend à son sexe transpercé un disque de métal, orné d'un triskell niellé d’or, véritable plaque d'identité, où est inscrit le nom de son maître et bourreau, le mystérieux sir Stephen qui n'hésite pas à la fin du roman, pour s'approprier davantage le corps d'O, et mettre à l'épreuve le courage et la docilité de sa belle esclave, à la faire marquer au fer rouge de ses initiales, profondément imprimées dans la chair de ses globes fessiers.

### Sources
- Aglaja Stirn, « Body piercing: medical consequences and psychological motivations », The Lancet, 2003
- Modern Primitives. Re/Search Publications  (ISBN 0-940642-14-X)

- (en) Cet article est partiellement ou en totalité issu de l’article de Wikipédia en anglais intitulé « Clitoris piercing » (voir la liste des auteurs).

- (en) Cet article est partiellement ou en totalité issu de l’article de Wikipédia en anglais intitulé « Clitoral hood piercing » (voir la liste des auteurs).

- (en) Cet article est partiellement ou en totalité issu de l’article de Wikipédia en anglais intitulé « Labia piercing » (voir la liste des auteurs).

- (en) Cet article est partiellement ou en totalité issu de l’article de Wikipédia en anglais intitulé « Triangle piercing » (voir la liste des auteurs).

- (en) Cet article est partiellement ou en totalité issu de l’article de Wikipédia en anglais intitulé « Fourchette piercing » (voir la liste des auteurs).

- (en) Cet article est partiellement ou en totalité issu de l’article de Wikipédia en anglais intitulé « Christina piercing » (voir la liste des auteurs).